# Washington Open 1997 - Qualificazioni doppio
Le qualificazioni del doppio al Washington Open 1997 sono state un torneo di tennis preliminare per accedere alla fase finale della manifestazione. I vincitori dell'ultimo turno sono entrati di diritto nel tabellone principale. In caso di ritiro di uno o più giocatori aventi diritto a questi sono subentrati i lucky loser, ossia i giocatori che hanno perso nell'ultimo turno ma che avevano una classifica più alta rispetto agli altri partecipanti che avevano comunque perso nel turno finale.
Le qualificazioni del doppio del torneo Washington Open 1997 prevedevano 8 coppie partecipanti di cui 2 sono entrate nel tabellone principale.

## Teste di serie
1. Scott Draper /  Jason Stoltenberg (Qualificati)
2. Gastón Etlis /  Luis Herrera (Qualificati)

1. Marzio Martelli /  Gianluca Pozzi (ultimo turno)
2. Steve Bryan /  Cecil Mamiit (ultimo turno)

## Qualificati
1. Scott Draper  /   Jason Stoltenberg

1. Gastón Etlis  /   Luis Herrera

## Tabellone

### Legenda
| - Q = Qualificato - WC = Wild card - LL = Lucky loser | - ALT = Alternate - SE = Special Exempt - PR = Protected Ranking | - w/o = Walkover - r = Ritirato - d = Squalificato |

### Sezione 1
|  | Primo turno | Primo turno                    | Primo turno                    | Primo turno | Primo turno |  |  | Ultimo turno | Ultimo turno                   | Ultimo turno                   | Ultimo turno | Ultimo turno |  |
|  |             |                                |                                |             |             |  |  |              |                                |                                |              |              |  |
|  | 1           | Scott Draper Jason Stoltenberg | Scott Draper Jason Stoltenberg | 6           | 7           |  |  |              |                                |                                |              |              |  |
|  |             | Pier Gauthier Lionel Roux      | Pier Gauthier Lionel Roux      | 2           | 6           |  |  | 1            | Scott Draper Jason Stoltenberg | Scott Draper Jason Stoltenberg | 6            | 7            |  |
|  | 4           | Steve Bryan Cecil Mamiit       | Steve Bryan Cecil Mamiit       | 6           | 6           |  |  | 4            | Steve Bryan Cecil Mamiit       | Steve Bryan Cecil Mamiit       | 4            | 5            |  |
|  |             | Grady Burnett Michael Shyjan   | Grady Burnett Michael Shyjan   | 2           | 4           |  |  |              |                                |                                |              |              |  |

### Sezione 2
|  | Primo turno | Primo turno                       | Primo turno                       | Primo turno | Primo turno |  |  | Ultimo turno | Ultimo turno                   | Ultimo turno | Ultimo turno | Ultimo turno |  |
|  |             |                                   |                                   |             |             |  |  |              |                                |              |              |              |  |
|  | 2           | Gastón Etlis Luis Herrera         | 5                                 | 6           | 6           |  |  |              |                                |              |              |              |  |
|  |             | Yann Auzoux Olivier Tauma         | 7                                 | 4           | 4           |  |  | 2            | Gastón Etlis Luis Herrera      | 7            | 6            | 6            |  |
|  | 3           | Marzio Martelli Gianluca Pozzi    | Marzio Martelli Gianluca Pozzi    | 7           | 7           |  |  | 3            | Marzio Martelli Gianluca Pozzi | 5            | 7            | 4            |  |
|  |             | Martin Blackman Rozzell Lightfoot | Martin Blackman Rozzell Lightfoot | 5           | 6           |  |  |              |                                |              |              |              |  |